# La noche es nuestra (programa de televisión)
La noche es nuestra fue un programa de televisión chileno producido por el canal Chilevisión, estrenado el 8 de enero de 2018. Es conducido por Felipe Vidal, Jean Philippe Cretton y Pamela Díaz.
El programa tiene como escenografía un departamento que comparten los conductores de forma ficticia. Esto da pie para la aparición de un personaje recurrente, el conserje, y de que los invitados sean presentados como vecinos.
A contar de abril de 2018 se incorporaron la comediante Natalia Valdebenito a la emisión del martes y el locutor Willy Sabor a la del domingo. Durante junio de 2018 Valdebenito es reemplazada por la cantante Gloria Simonetti.
En diciembre de 2019 el productor ejecutivo del programa, Alexis Zamora, fue desvinculado de Chilevisión, y se anunció el fin de La noche es nuestra. Felipe Vidal fue despedido ese mismo año, mientras que Pamela Díaz seguiría hasta 2020. Sin embargo, el programa ha continuado emitiéndose mediante repeticiones.

## Ficha técnica
| Cargo                    | Nombre                                                      |
| ------------------------ | ----------------------------------------------------------- |
| Productor Ejecutivo      | Alexis Zamora Castro                                        |
| Productora General       | Pamela Srur Salipa                                          |
| Director de Contenidos   | Gonzalo San Martin                                          |
| Editor Periodístico      | Álvaro Correa                                               |
| Director                 | Hernaldo Alarcón                                            |
| Director Asistente       | Bernardo Salinas                                            |
| Asistentes de Dirección  | Bastián Urra Diego Albornoz                                 |
| Sub-editora Periodística | Carolina Ávila                                              |
| Periodistas              | Francisca Aqueveque Felipe Pérez Antonella Ferma            |
| Producción               | Natalia Esfornos Cristián Fuentes Gino Celle Fernando Leiva |
| Vestuarista              | Javiera Fuentes                                             |
| Producción de Invitados  | Paulo Galleguillos                                          |
| Contenido Digital        | Romina Rodríguez                                            |
| Editores                 | María José Zamora Joaquín Sánchez                           |